# René Wiesner
René Wiesner (* 30. Oktober 1987 in Heide) ist ein deutscher Filmproduzent und Filmregisseur.

## Biografie
2015 koproduzierte er den deutschen Low-Budget-Spielfilm ABCs of Superheroes, der auf dem Fantasy Filmfest und dem Brussels International Fantastic Film Festival aufgeführt wurde. In den USA erfolgte die Veröffentlichung unter dem Titel League of Superheroes.
Seit 2016 führt er Regie bei Underground- und Independent-Filmen. Kurzfilme von ihm wurden an den Flensburger Kurzfilmtagen (Todessehnsucht) und dem Pornfilmfestival Berlin (Das Wundern des jungen Ulysses) aufgeführt.
Im Jahr 2019 drehte er die Kurzdokumentationen Tribut der Unmenschlichkeit und Shooting underground, die die Dreharbeiten der Underground-Filme Pesthauch der Menschlichkeit und Das Verlangen der Maria D. von Marian Dora näher beleuchten.
2020 wurden eine Sammlung seiner Kurzfilme unter dem Namen René Wiesner's Pulp Films, sowie sein Regiedebüt im Langfilmbereich Mondo Siam (2020) in den USA auf DVD veröffentlicht. 2021 folgte die Dokumentation Michael, Sammler unter dem Titel Michael: A Murderabilia Memoriam.
2022 veröffentlichte er bei Serial Pleasures das Buch Mondo: A glimpse into the world of René Wiesner.
2023 erschien Thanatomania, sein erster Langfilm im Spielfilmformat auf DVD. Neben Jörg Wischnauski sind Dietrich Kuhlbrodt und Brian Trenchard-Smith in Nebenrollen zu sehen.

## Filmografie (Auswahl)

### Produzent
- 2015: ABCs of Superheroes (Produzent)
- 2016: Hermit: Monster Killer (Ausführender Produzent)
- 2016: Root of Darkness (Associate Producer)
- 2017: Revisiting Melancholie der Engel (Associate Producer)
- 2018: Das Verlangen der Maria D. (Ausführender Produzent)
- 2018: Pesthauch der Menschlichkeit (Ausführender Produzent)

### Kurzfilme
- 2016: Tension
- 2018: Addio Uomo - The Last Road of Man
- 2018: Todessehnsucht
- 2018: Ossarium
- 2019: Das Wundern des jungen Ulysses
- 2020: Konversion
- 2020: Des morts des catacombes
- 2020: Shooting underground
- 2020: Tribut der Unmenschlichkeit
- 2020: Lopburi
- 2021: Obsession
- 2022: Dietrich in Pornoland und andere Geschichten

### Spielfilme
- 2020: Mondo Siam
- 2021: Michael, Sammler
- 2021: Warum läuft Herr W. Amok?
- 2023: Thanatomania
- 2024: Des Töchterleins Leid (als Darsteller)